# Circumscripció proporcional de Tokai
La Circumscripció proporcional de Tokai o bloc proporcional de Tokai (japonès: 比例東海ブロック, Hirei Tōkai burokku) és una de les onze circumscripcions electorals de representació proporcional de la Cambra de Representants del Japó, a la Dieta Nacional del Japó. El seu àmbit son les prefectures de Gifu, Shizuoka, Aichi i Mie. A partir de l'introducció del vot proporcional, el districte va elegir 23 diputats en les eleccions de 1996. Des de les eleccions del 2000, ha estat representat per 21.

## Representants
| Candidatura          | Candidatura                      | Candidatura | 1996 | 2000 | 2003 | 2005 | 2009 | 2012 | 2014 | 2017 | 2021 | 2024 |
| -------------------- | -------------------------------- | ----------- | ---- | ---- | ---- | ---- | ---- | ---- | ---- | ---- | ---- | ---- |
|                      | Partit Liberal Democràtic        | PLD         | 8    | 7    | 8    | 9    | 6    | 7    | 8    | 8    | 9    | 7    |
|                      | Partit Democràtic Constitucional | PDC         | -    | -    | -    | -    | -    | -    | -    | 4    | 5    | 6    |
|                      | Partit Democràtic Popular        | PDP         | -    | -    | -    | -    | -    | -    | -    | -    | 1    | 1    |
|                      | Kōmeitō                          | KMT         | -    | 2    | 3    | 3    | 2    | 2    | 3    | 2    | 3    | 2    |
|                      | Partit Comunista del Japó        | PCJ         | 3    | 2    | 1    | 1    | 1    | 1    | 2    | 1    | 1    | 1    |
|                      | Reiwa Shinsengumi                |             | -    | -    | -    | -    | -    | -    | -    | -    | 0    | 2    |
|                      | Nippon Ishin no Kai              | Ishin       | -    | -    | -    | -    | -    | 4    | 3    | 1    | 2    | 1    |
|                      | Partit Conservador del Japó      | Con         | -    | -    | -    | -    | -    | -    | -    | -    | -    |      |
|                      | Partit Socialdemòcrata           | PSD         | 1    | 1    | 0    | 0    | 0    | 0    | 0    | 0    | 0    | 0    |
| Partits desapareguts |                                  |             |      |      |      |      |      |      |      |      |      |      |
|                      | Partit Democràtic                | PD          | 3    | 7    | 9    | 8    | 12   | 4    | 3    | -    | -    | -    |
|                      | Partit de la Nova Frontera       | PNF         | 8    | -    | -    | -    | -    | -    | -    | -    | -    | -    |
|                      | El Vostre Partit                 | VP          | -    | -    | -    | -    | 0    | 2    | -    | -    | -    | -    |
|                      | Partit del Futur del Japó        | PFJ         | -    | -    | -    | -    | -    | 1    | 0    | -    | -    | -    |
|                      | Partit Liberal                   | PL          | -    | 2    | -    | -    | -    | -    | -    | -    | -    | -    |
|                      | Partit de l'Esperança            | PE          | -    | -    | -    | -    | -    | -    | -    | 5    | -    | -    |
| Total                | Total                            | Total       | 23   | 21   | 21   | 21   | 21   | 21   | 21   | 21   | 21   | 21   |